# Helaeomyia colombiana
Helaeomyia colombiana är en tvåvingeart som först beskrevs av Mercedes Lizarralde de Grosso 1982.
Helaeomyia colombiana ingår i släktet Helaeomyia och familjen vattenflugor. Artens utbredningsområde är Colombia. Inga underarter finns listade i Catalogue of Life.